# きお誠児
きお 誠児（きお せいじ、男性、1962年 - ）は、日本の漫画家、メカニックデザイナー。愛知県出身。宇宙作家クラブ会員。1990年代に別名義で徳間書店の雑誌および『アクションHip』に漫画を発表している。
漫画家としての代表作はSF漫画『始まりの惑星』。そのほか、テレビアニメ『新世紀エヴァンゲリオン』ではSF考証や美術設定などに関わった。

## 略歴
同人活動の後、1983年に『チャイルドプリズナー』（『コミックマルガリータ』創刊号掲載）でデビュー。その後も同人活動と並行して白夜書房発行のSFコミックアンソロジー等の商業誌に作品を発表する。
1988年、ロボットアニメ専門のアンソロジーコミック集『サイバーコミックス』で『始まりの惑星』の連載を開始する。
1993年頃より成人向け漫画の執筆を始め、以後の漫画家としての活動はこちらのジャンルが主体となる。
1995年、テレビアニメ『新世紀エヴァンゲリオン』にメカニックデザイナーとして山下いくとと共に参加、主に美術設定とSF設定を担当した。
OVA『青の6号』『戦闘妖精雪風』にメカニカルデザイナーとして山下いくとと共に参加した。
2002年7月5日にGuiltyより発売されたアダルトゲーム『女教師 肉体授業』で原画を担当した。

## エピソード
新世紀エヴァンゲリオン
作品参加のきっかけは、1994年の2〜3月頃に知人の山下いくとに誘われたこと。メインのメカに関しては山下が描くことになっていたので、最初はそれ以外の戦闘機や自動車といった雑多な小物メカを描くことになるのだろうと思っていた。渡された設定書に未来の交通機関としてモノレールが書かれているのを見て「未来というならせめて（乗り物は）リニアモーターカーにして欲しい」と思い、そしてそれなら街も要るだろうということでまずリニアモーターカーと駅のプラットホームまでを描いてアニメ制作会社のガイナックスに送った。すると庵野秀明監督から電話があり、美術担当として未来都市全体の背景の設定を依頼された。庵野監督とファックスでやり取りをする内に向こうから具体的なオーダーが来るようになり、山下と話し合ってデザインを送っていた。すると1994年の春ごろに山下と共に東京のタツノコプロに呼ばれ、きおの作品への正式参加が決まった。
きおはメカニックデザイナーだが、エヴァンゲリオンでは本人が望む兵器関連のデザインはほとんど行うことが出来なかった。マグマダイバーなど一部のメカデザインも手掛けてはいるものの、採用されたのは美術デザインが主だった。この作品では、具体的に「これがきおのものだ」というデザインはあまりなく、未来都市のコンセプトやイメージのアイデア提供、メカの設定、世界観の設定、SF考証といった仕事が主なものだった。第3新東京市の初期稿やラフ設定のうち、SF構想的なものはきおと山下いくと、そして庵野秀明やガイナックスのスタッフが考え、美術はスタジオ美峰が手がけた。またきおが山下いくととともに提出したアイデアは、エヴァンゲリオンの社会的ブームを盛り上げた一因である作品考察にも大きく貢献しているとされる
戦闘妖精雪風
作品参加のきっかけは山下いくとに誘われたこと。最初はすでに参加が決まっていた山下にデザインについての参考意見を求められただけだったが、その後、彼に参加を打診されて仕事を受けることになった。
ファーンI、ファーンII、哨戒機などの航空機の機体デザインを行った

## 作品リスト

### 主な漫画作品
| 作品名                         | 掲載誌                                 | 掲載号       | 発表形式 | 備考 |
| ------------------------------ | -------------------------------------- | ------------ | -------- | --- |
| チャイルドプリズナー           | 『コミックマルガリータ』（笠倉出版社） | 創刊号       | 読切     | デビュー作。TS物。主人公はとある惑星の調査隊の救助に向かう。現地の隊員の全滅が確認された後、主人公は現場に居合わせた一人の少女に誘惑される。 |
| アルテミスの盾                 | 『コミックマルガリータ』（笠倉出版社） | Vol.2, Vol.4 | 前後編   | |
| 始まりの惑星                   | 『サイバーコミックス』（バンダイ）     |              | 連載     | バンダイより単行本発売。「宇宙の戦士」をモチーフにしたSF戦闘もの。                                                                           |
| ブルーアジュール               | 『サイバーコミックス』（バンダイ）     |              | 連載     | 掲載誌の休刊により未完。近未来の海上を舞台に、水素燃料プラントを狙う謎の軍隊と、国連軍空母部隊との、ステルス戦闘機同士の戦いを描いたSF作品。 |
| LEATHER MAN                    | 『COMIC零式』（リイド社）              |              | 読切     | |
| 六道クンの言えない理由（わけ） | 『COMIC零式』（リイド社）              |              | 読切     | |
| デスタバンhips                 | 『ホットミルク』（白夜書房）           |              | 読切     | |

### 漫画単行本
- 始まりの惑星（ピュアサイバーコミックス、バンダイ、1991年1月、ISBN 4-89189-119-X）
- 『生』搾り一番（カラフルEX、ビブロス、1996年6月、ISBN 4-88271-449-3）
  - 生搾り一番 [再刊]（セラフィンコミックス、ヒット出版社、1999年9月、ISBN 4-89465-084-3）
- 少女神行形（ホットミルクコミックス、コアマガジン、1999年2月、ISBN 4-87734-241-9）
- LEATHER MAN 第1巻（シュベールコミックス、シュベール出版（リイド社）、1999年12月、ISBN 4-88332-181-9）
- LEATHER MAN 第2巻（シュベールコミックス、シュベール出版（リイド社）、2001年3月、ISBN 4-88332-218-1）
- デスタバンHIPS (vol.1) （ホットミルクコミックス138、コアマガジン、2002年3月9日発売、ISBN 4-87734-5043）
- 六道クンの言えない理由（わけ）（シュベールコミックス、シュベール出版（リイド社）、2002年9月、ISBN 4-88332-262-9）
- 匿名少女（ホットミルクコミックス168、コアマガジン、2004年2月5日発売、ISBN 4-87734-701-1）
- 脱衣志願（ホットミルクコミックス183、コアマガジン、2004年10月5日発売、ISBN 4-87734-777-1）
- 開脚遊戯（ホットミルクコミックス207、コアマガジン、2005年11月14日発売、ISBN 4-87734-917-0）
- だって欲情したいんだもん（ホットミルクコミックス237、コアマガジン、2007年4月28日発売、ISBN 978-4-86252-157-6）
- エロティック・ドルチェ（いずみコミックス、一水社、2009年3月、ISBN 978-4-87076-745-4）
- 娘娘（にゃんにゃん）タイム（ホットミルクコミックス322、コアマガジン、2010年6月10日発売）きお誠児R名義
- XYZ白書（ホットミルクコミックス387、コアマガジン、2013年10月31日発売）きお誠児R名義

### 画集
- 山下いくと、きお誠児『それをなすもの: 新世紀エヴァンゲリオンコンセプトデザインワークス』KADOKAWA、1998年3月25日。ISBN 978-4-048-52908-2。
- 山下いくと、きお誠児『なをもつかぜのほん』BLUE AND PURPLE。

### 作品掲載誌
- SFコミックアンソロジー DEMENTIA （SFコミックアンソロジー、スタジオ・バトル編、共著、白夜書房、1985年）
- SFコミックアンソロジー DEMENTIA No.2 （SFコミックアンソロジー、スタジオ・バトル編、白夜書房、1986年8月、ISBN 4-89367-010-7）
- 近未来SFマンガアンソロジー サイガールズ （美少女SFアンソロジー、白夜書房、ISBN 4-89367-047-6）
- コミック ガンバスター （トップをねらえ!アンソロジー、サイバーコミックススペシャル、バンダイ、1989年8月、ISBN 4-89189-031-2）
- エリアルコミックACT.2（朝日ソノラマ、1990年12月 ISBN 4-257-90114-4）
- コミック ブルーウォーター （ふしぎの海のナディアアンソロジー、サイバーコミックス別冊、バンダイ、1992年3月、ISBN 4-89189-210-2）
- 遙かなる星イスカンダル （宇宙戦艦ヤマトアンソロジー、スタジオDNA、2000年5月、ISBN 4-921066-43-4）
- アリスくらぶ未発表セレクション （単行本未収録セレクション、コアマガジン、2000年10月、ISBN 4-87734-397-0）

## 参加作品

### アニメ

#### 一般アニメ
- 新世紀エヴァンゲリオン（設定補[注 4]）
- 青の6号（メカニカルデザイン[注 5]）
- 戦闘妖精雪風（メカニカルデザイン[注 6]、脚本）
- 機神大戦ギガンティック・フォーミュラ（近未来ミリタリーコンセプト）
- ヱヴァンゲリヲン新劇場版:序（デザインワークス）
- ヱヴァンゲリヲン新劇場版:破（デザインワークス）
- 宇宙戦艦ヤマト2199（デザイン協力）

#### アダルトアニメ
- LEATHER MAN（原作）
- 女教師 肉体授業（キャラクターデザイン原案[注 7]）

### ゲーム

#### アダルトゲーム
- 女教師 肉体授業（原画、Guilty、Windows、2002年）
- 女教師 肉体授業（原画、Guilty、DVD-PG、2003年）
- 七巴の剣　くのいち淫の章 （メカデザインおよびクリーチャーデザイン、rouge、Windows、2003年）
- 星徒会大戦 天空のユミナ（プロップデザイン、ETERNAL、2008年）
- ЗАРЯ 〜ザーリャ〜 夜明を待つ星[注 8]（TerraLunar、開発中止により未発売）

### イラスト・挿絵
- Guilty原作、北原童夢著「女教師 肉体授業」（小説。挿絵担当。フランス書院ゲームノベルズ龍馬、フランス書院、2003年1月、ISBN 4-82963-502-9）
- セーラーファイト!（特撮作品。イラスト）
- オウバードフォースアフター（コンシューマーゲーム。広報用イラスト、バンダイ、1998年）

## 同人活動
明らかにされているのは、スタジオAKKA以降のため、以後の関係サークルを記述する。
- スタジオAKKA （発行誌「NT Magazine」）
- MONKEY BUSINESS
- APPRENTIVE
- Studio Apprentice （発行誌「NT Magazine 2020」）
- Black cats nest （現行活動サークル）

（以下関係サークル）
- BLUE AND PURPLE （山下いくと主催、合同サークルの場合あり）
- Pink Cat's Garden （ゲスト参加あり）
- BLACK CAT'S GARAGE （Pink Cat's Gardenが改名、ゲスト参加あり）
- セレーネ・エア出版局 （挿絵担当）
- ルナ・インダストリア （ゲスト参加あり）